# Ministerium für Wissenschaft, Forschung und Kunst Baden-Württemberg

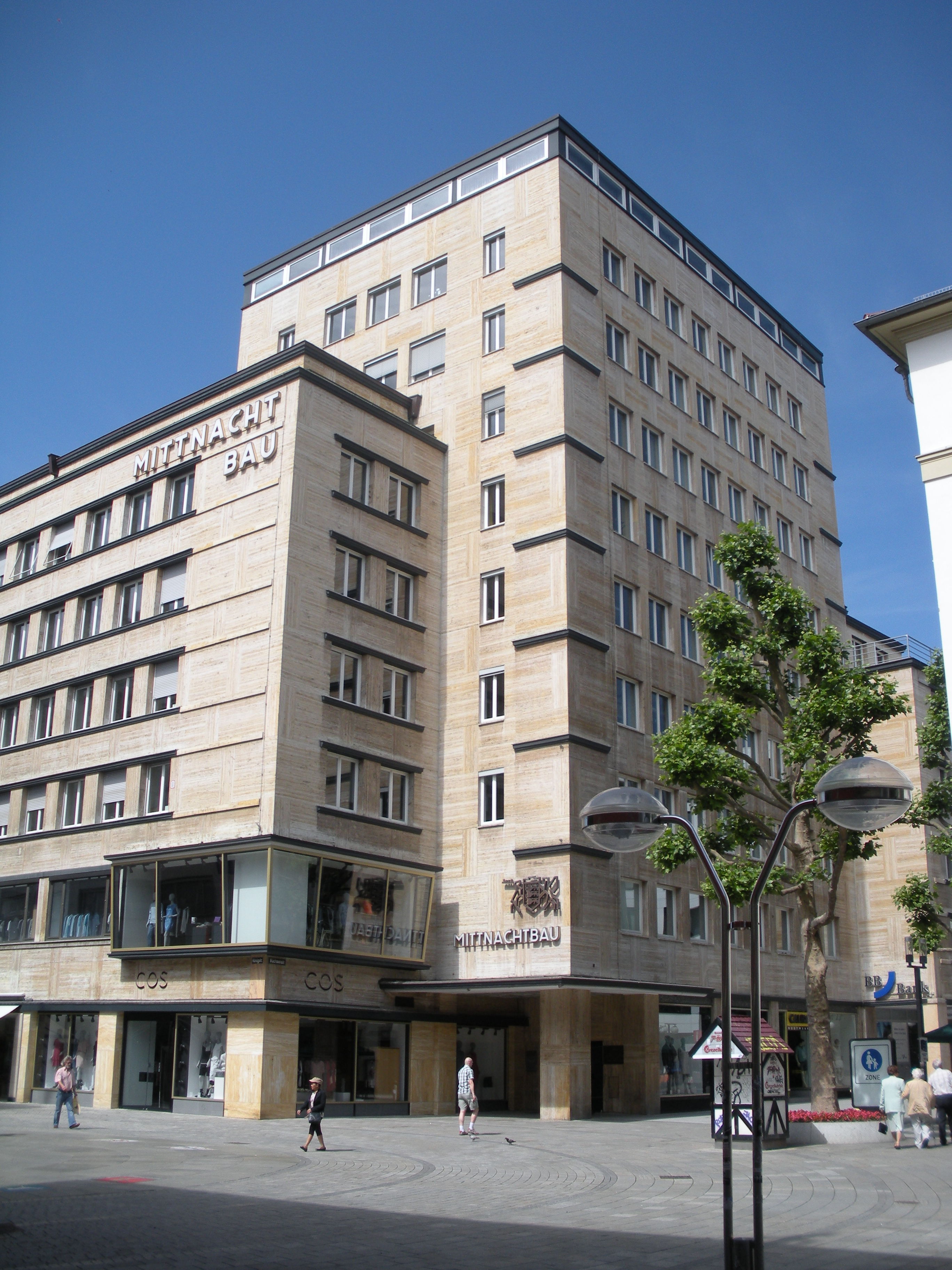
Ministerium für Wissenschaft, Forschung und Kunst im Mittnachtbau in Stuttgart, Königstraße

Das Ministerium für Wissenschaft, Forschung und Kunst Baden-Württemberg ist eine Oberste Landesbehörde. Es ist eines von zwölf Ministerien in der Verwaltung des Landes Baden-Württemberg. Es hat seinen Sitz in der Königstraße 46 in der Landeshauptstadt Stuttgart.

## Leitung
Amtsleiter des Wissenschaftsministeriums ist der Wissenschaftsminister, dem ein Staatssekretär zur Seite steht. Ministerin ist seit September 2022 Petra Olschowski (Bündnis 90/Die Grünen), Staatssekretär ist ebenfalls seit September 2022 Arne Braun (ebenfalls Bündnis 90/Die Grünen). Leitender Beamter und Amtschef ist seit 2021 Ministerialdirektor Hans Reiter.
Die Wissenschaftsminister seit 1978 finden sich in der Liste der Wissenschaftsminister von Baden-Württemberg.

## Geschichte
Es wurde erst 1978 aus dem damaligen Kultusministerium herausgelöst und als eigenständiges Ministerium errichtet. Zunächst hieß es Ministerium für Wissenschaft und Kunst, ab 1992 Ministerium für Wissenschaft und Forschung und seit 1996 führt es seine heutige Bezeichnung.

## Geschäftsbereich
Zum Geschäftsbereich gehören:
1. Hochschulwesen, Förderung von Forschung und Lehre, insbesondere
  1. Universitäten einschließlich Universitätskliniken;
  2. Pädagogische Hochschulen;
  3. Fachhochschulen;
  4. Duale Hochschule (Zusammenschluss der Berufsakademien);
  5. Studieninformation und Studienberatung;
  6. Fernstudien;
  7. studentische Angelegenheiten einschließlich Ausbildungsförderung;
  8. überregionale und internationale kulturelle Angelegenheiten;
2. wissenschaftliche Einrichtungen außerhalb des Hochschulbereichs, wissenschaftliche Weiterbildung;
3. wissenschaftliche Bibliotheken, öffentliches Bibliothekswesen;
4. Archivwesen;
5. Kunst- und Musikhochschulen;
6. Pflege der Kunst, insbesondere der Theater, der Musik, der Museen, der bildenden Kunst, des Schrifttums und der nichtstaatlichen Archive, Künstlerförderung, kulturelle Belange des Verlagswesens;
7. sonstige Angelegenheiten im Bereich von Wissenschaft, Forschung und Kunst, soweit nicht ein anderes Ministerium zuständig ist.

## Politische Staatssekretäre
- 1978–1980: Gerhard Weng
- 1980–1992: Norbert Schneider
- 1992–1996: Josef Dreier
- 1996–1998: Christoph Palmer
- 1998–2006: Michael Sieber
- 2006–2011: Dietrich Birk
- 2011–2016: Jürgen Walter
- 2016–2022: Petra Olschowski
- seit 2022: Arne Braun

## Nachgeordnete Dienststellen
Dem Ministerium für Wissenschaft, Forschung und Kunst Baden-Württemberg sind unter anderem die nachfolgenden Dienststellen, Behörden und Einrichtungen unterstellt beziehungsweise zugeordnet beziehungsweise werden von diesem direkt oder indirekt beaufsichtigt.
- Die neun Universitäten, die Fachhochschulen, Pädagogische Hochschulen, Duale Hochschule und Kunsthochschulen (siehe auch Liste) in Baden-Württemberg sowie die zahlreichen Forschungseinrichtungen und Institute
- Badisches Staatstheater Karlsruhe
- Landesarchiv Baden-Württemberg mit Sitz in Stuttgart
- Staatliche Kunsthallen in Karlsruhe und Baden-Baden sowie Staatsgalerie Stuttgart und mehrere andere Museen (u. a. Archäologisches Landesmuseum Baden-Württemberg, Linden-Museum Stuttgart, Badisches Landesmuseum, Landesmuseum Württemberg, Haus der Geschichte Baden-Württemberg)
- Staatstheater Stuttgart
- Bibliotheksservice-Zentrum Baden-Württemberg mit Standorten in Stuttgart und Konstanz